# Texture (image de synthèse)
Pour les articles homonymes, voir texture.
Ne doit pas être confondu avec Texture (traitement des images).

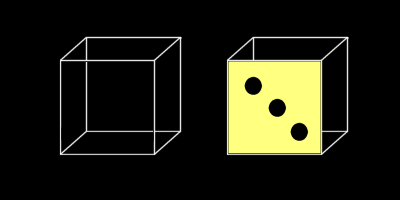
Face d'un cube recouverte par une texture pour former un dé.

Dans le domaine de la synthèse d'image, une texture est une image en deux dimensions (2D) que l'on va appliquer sur une surface (2D) ou sur la surface externe d'un volume en trois dimensions (3D) de manière à habiller cette surface ou ce volume. En simplifiant, on peut l'assimiler à un papier peint très plastique et déformable que l'on applique en 3D en spécifiant la transformation géométrique que subit chaque pixel du papier pour s'appliquer sur l'élément 3D. Le pixel ainsi manipulé en 3D est appelé texel.
Une texture peut être définie de façon analytique par un algorithme (texture procédurale) ou être constituée d'un tableau de pixels (une image bitmap par exemple). Les textures sont utilisées pour enrichir le rendu photoréaliste des volumes. Il est souvent nécessaire pour des raisons visuelles de recourir à des algorithmes de filtrage (filtrage bilinéaire par exemple), ou à des textures préfiltrées (mipmap) permettant de lisser l'image, de façon à atténuer les artefacts liés au grossissement linéaire des pixels.
Le premier système graphique à effectuer du texturing en hardware a été l'option graphique VGX et son évolution le VGXT, conçues par Silicon Graphics en 1989. Ce système permettait l'affichage de scènes 3D avec texturing et filtrage en temps réel, et disposait d'une mémoire spécifique de 256 ou 512 kb pour leur stockage.
L'API de développement était IrisGL, l'ancêtre d'OpenGL.